# Les Menus
Les Menus  ist eine französische Gemeinde mit 241 Einwohnern (Stand: 1. Januar 2022) im Département Orne in der Region Normandie. Sie gehört zum Kanton Tourouvre au Perche und zum Arrondissement Mortagne-au-Perche. 

## Lage
An der nördlichen und östlichen Gemeindegrenze stößt Les Menus an das benachbarte Département Eure-et-Loir. Im Norden verläuft der Fluss Eure, im Süden sein späterer Zufluss Livier.
Nachbargemeinden sind Longny les Villages mit Neuilly-sur-Eure im Nordwesten, Manou im Nordosten, Fontaine-Simon im Südosten, Le Pas-Saint-l’Homer im Südwesten und Moutiers-au-Perche im Westen.

## Bevölkerungsentwicklung
| Jahr      | 1962 | 1968 | 1975 | 1982 | 1990 | 1999 | 2008 | 2018 |
| --------- | ---- | ---- | ---- | ---- | ---- | ---- | ---- | ---- |
| Einwohner | 205  | 189  | 153  | 136  | 118  | 148  | 194  | 237  |

## Sehenswürdigkeiten
- Kirche Saint-Laurent

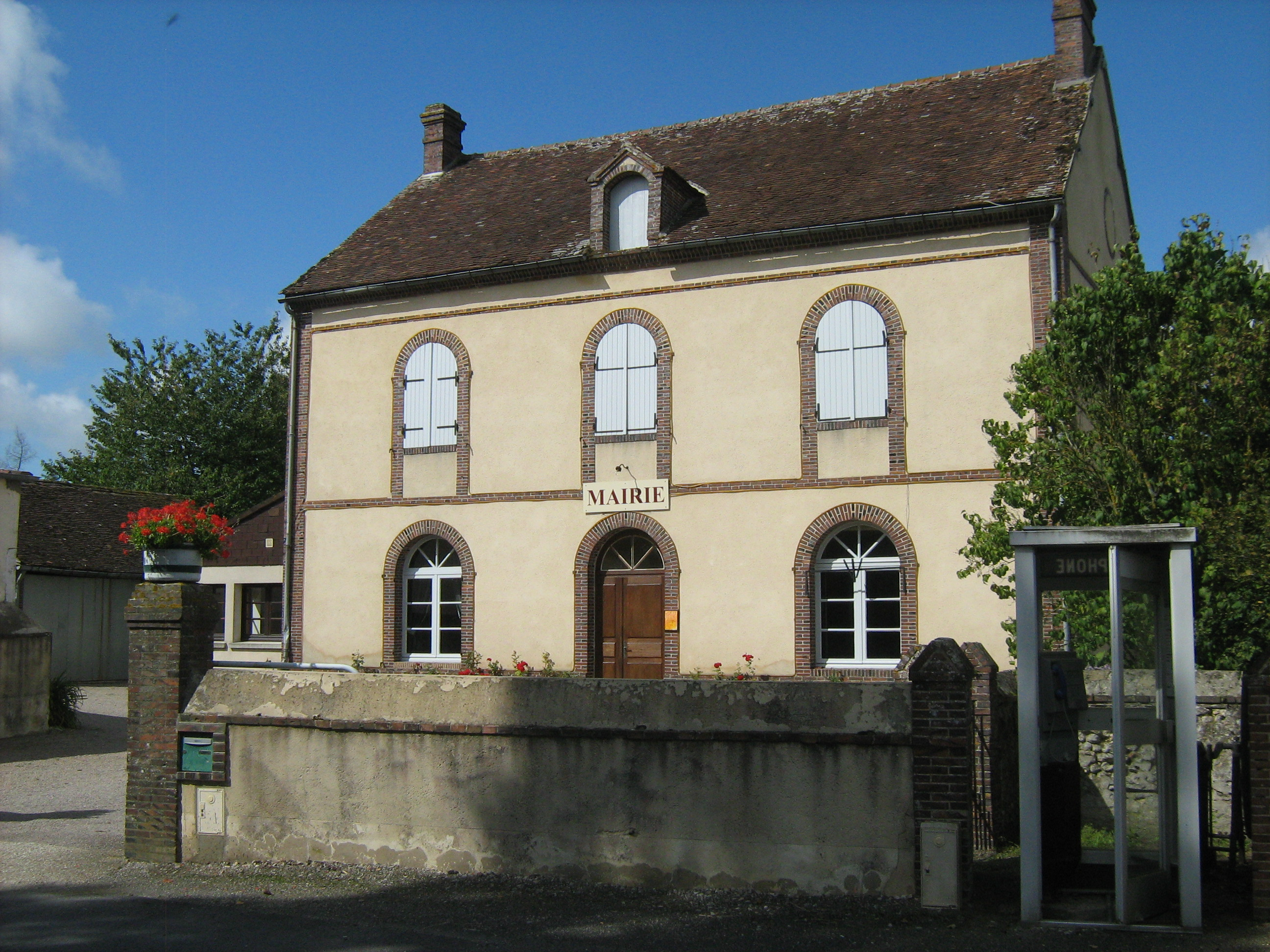
Mairie von Les Menus
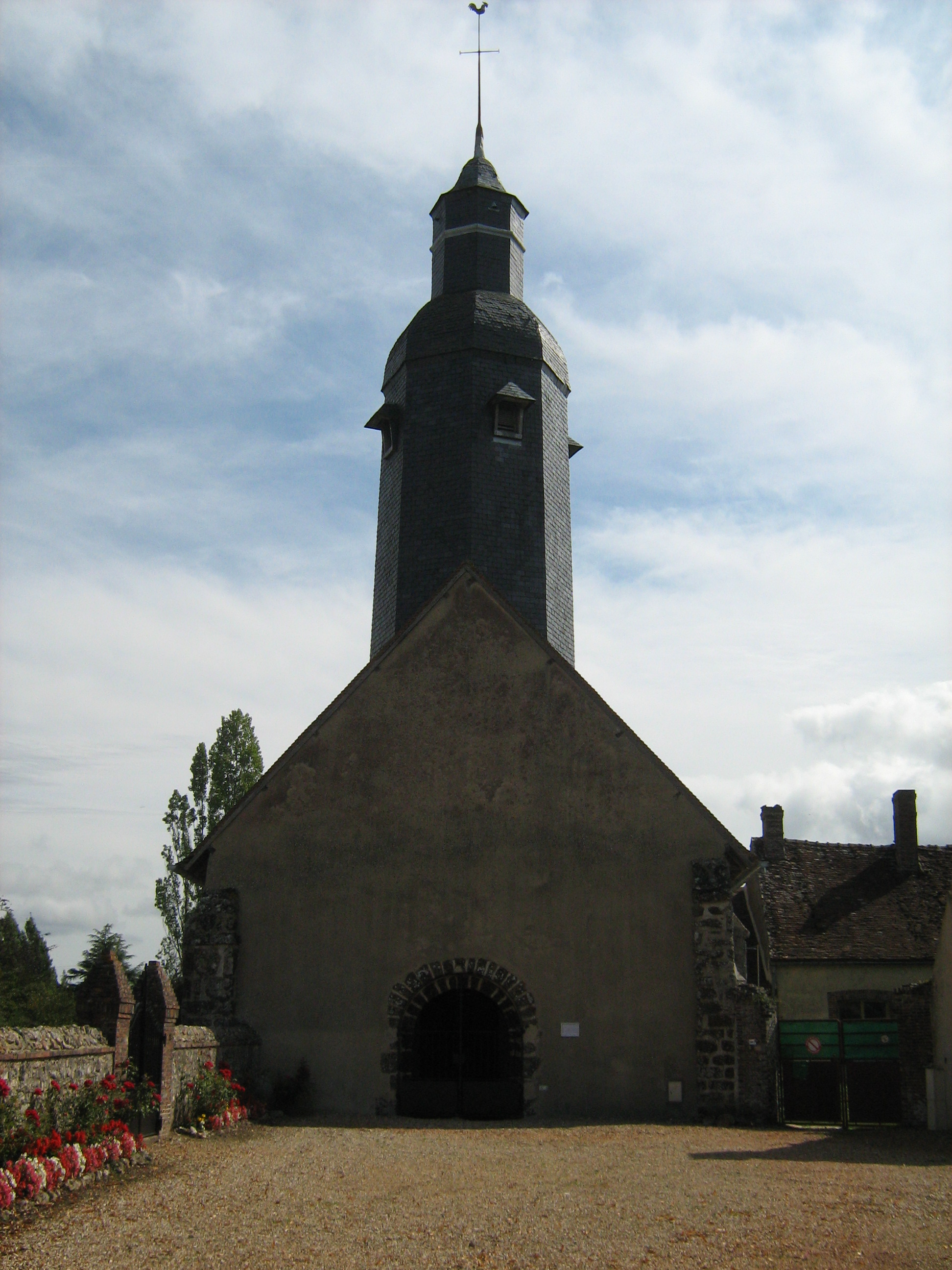
Kirche Saint-Laurent